# Lista de escolas de samba campeãs do carnaval do Recife

## Lista deescolas de sambacampeãs do Carnaval doRecife. Os concursos foram realizados desta forma
- Antes de 1954, pela Federação Carnavalesca de Pernambuco.
- A partir de 1955 pela UNESPE, atual FESAPE.
- Entre 1993 e 1999 existiram dois consursos: o da FESAPE e o da Federação Carnavalesca de Pernambuco.
- Em 2000, foram realizados três concursos: o da FESAPE, o da AESPE e o da Federação Carnavalesca de Pernambuco.
- No ano de 2001, FESAPE e AESPE.
- A partir de 2002, mesmo havendo duas ligas, um desfile único passou a ser organizado pela Fundação de Cultura da Cidade do Recife.
- Os títulos da escola de samba Gigante do Samba obtidos entre 1942 e 1948 não são reconhecidos oficialmente, sendo listados aqui apenas por uma questão de imparcialidade, pois são ainda escassas as fontes sobre o assunto.
- O número de escolas na divisão principal do carnaval de Recife ja variou entre 12 e 4 escolas, sendo rebaixadas e promovidas, uma ou duas. Atualmente, desde 2003, cinco escolas compõem o Grupo Especial, sendo um rebaixada, e uma promovida, a cada ano.

### Grupo Especial
| Ano           | Campeã                                  | Vice-campeã            | Terceira colocada       | Quarta colocada                | Quinta colocada                | Ref.          |
| ------------- | --------------------------------------- | ---------------------- | ----------------------- | ------------------------------ | ------------------------------ | ------------- |
| 1942          | Gigante do Samba                        |                        |                         |                                |                                |               |
| 1943          | Gigante do Samba                        |                        |                         |                                |                                |               |
| 1944          | Gigante do Samba                        |                        |                         |                                |                                |               |
| 1945          | Gigante do Samba                        |                        |                         |                                |                                |               |
| 1946          | Gigante do Samba                        |                        |                         |                                |                                |               |
| 1947          | Gigante do Samba                        |                        |                         |                                |                                |               |
| 1948          | Gigante do Samba                        |                        |                         |                                |                                |               |
| 1949          |                                         |                        |                         |                                |                                |               |
| 1950          | Gigante do Samba                        |                        |                         |                                |                                |               |
| 1951          | Gigante do Samba                        |                        |                         |                                |                                |               |
| 1952          | Gigante do Samba                        |                        |                         |                                |                                |               |
| 1953          | Gigante do Samba                        |                        |                         |                                |                                |               |
| 1954          | Gigante do Samba                        |                        |                         |                                |                                |               |
| 1955          | Gigante do Samba                        |                        |                         |                                |                                |               |
| 1956          | Gigante do Samba                        |                        |                         |                                |                                |               |
| 1957          | Gigante do Samba                        |                        |                         |                                |                                |               |
| 1958          | Gigante do Samba                        |                        |                         |                                |                                |               |
| 1959          | Gigante do Samba                        |                        |                         |                                |                                |               |
| 1960          | Gigante do Samba                        |                        |                         |                                |                                |               |
| 1961          | Gigante do Samba                        |                        |                         |                                |                                |               |
| 1962          | Gigante do Samba                        |                        |                         |                                |                                |               |
| 1963          | Gigante do Samba                        |                        |                         |                                |                                |               |
| 1964          | Estudantes de São José                  | Gigante do Samba       |                         |                                |                                |               |
| 1965          | Estudantes de São José                  | Gigante do Samba       |                         |                                |                                |               |
| 1966          | Estudantes de São José                  | Gigante do Samba       |                         |                                |                                |               |
| 1967          | Estudantes de São José                  | Gigante do Samba       |                         |                                |                                |               |
| 1968          | Estudantes de São José                  | Gigante do Samba       |                         |                                |                                |               |
| 1969          | Estudantes de São José                  | Gigante do Samba       |                         |                                |                                |               |
| 1970          | Gigante do Samba                        | Estudantes de São José |                         |                                |                                |               |
| 1971          | Gigante do Samba                        |                        |                         |                                |                                |               |
| 1972          | Gigante do Samba                        |                        |                         |                                |                                |               |
| 1973          | Gigante do Samba                        |                        |                         |                                |                                |               |
| 1974          | Gigante do Samba                        |                        |                         |                                |                                |               |
| 1975          | Gigante do Samba                        |                        |                         |                                |                                |               |
| 1976          | Gigante do Samba                        |                        |                         |                                |                                |               |
| 1977          | Império do Samba                        |                        |                         |                                |                                |               |
| 1978          | Gigante do Samba Império do Samba       |                        |                         |                                |                                |               |
| 1979          | Império do Samba                        | Estudantes de São José | Samarina                | Gigante do Samba               |                                |               |
| 1980          | Estudantes de São José                  | Galeria do Ritmo       | Gigante do Samba        |                                |                                |               |
| 1981          | Galeria do Ritmo                        | Estudantes de São José |                         |                                |                                |               |
| 1982          | Galeria do Ritmo                        |                        |                         |                                |                                |               |
| 1983          | Galeria do Ritmo                        |                        |                         |                                |                                |               |
| 1984          | Gigante do Samba                        |                        |                         |                                |                                |               |
| 1985          | Gigante do Samba                        |                        |                         |                                |                                |               |
| 1986          | Gigante do Samba                        |                        |                         |                                |                                |               |
| 1987          | Gigante do Samba                        |                        |                         |                                |                                |               |
| 1988          | Gigante do Samba                        | Galeria do Ritmo       | Estudantes de São José  | Vai-Vai do Pina                | Mocidade da Boa Vista          |               |
| 1989          | Samarina                                | Gigante do Samba       |                         |                                |                                |               |
| 1990          | Gigante do Samba                        | Estudantes de São José |                         |                                |                                |               |
| 1991          | Gigante do Samba                        |                        |                         |                                |                                |               |
| 1992          | Gigante do Samba                        |                        |                         |                                |                                |               |
| 1993 (FESAPE) | Gigante do Samba                        |                        | Estudantes de São José  |                                |                                |               |
| 1993 (FCP)    |                                         |                        |                         |                                |                                |               |
| 1994 (FESAPE) | Gigante do Samba Estudantes de São José |                        |                         |                                |                                |               |
| 1994 (FCP)    |                                         |                        |                         |                                |                                |               |
| 1995 (FESAPE) | Gigante do Samba                        | Estudantes de São José |                         |                                |                                |               |
| 1995 (FCP)    |                                         |                        |                         |                                |                                |               |
| 1996 (FESAPE) | Gigante do Samba                        |                        |                         |                                |                                |               |
| 1996 (FCP)    |                                         |                        |                         |                                |                                |               |
| 1997 (FESAPE) | Gigante do Samba                        |                        |                         |                                |                                |               |
| 1997 (FCP)    |                                         |                        |                         |                                |                                |               |
| 1998 (FESAPE) | Gigante do Samba                        |                        |                         |                                |                                |               |
| 1998 (FCP)    | Estudantes de São José                  |                        |                         |                                |                                |               |
| 1999 (FESAPE) | Gigante do Samba                        |                        |                         |                                |                                |               |
| 1999 (FCP)    | Estudantes de São José                  |                        |                         |                                |                                |               |
| 2000 (AESPE)  | Galeria do Ritmo                        | Estudantes de São José |                         |                                |                                |               |
| 2000 (FESAPE) | Gigante do Samba                        |                        |                         |                                |                                |               |
| 2000 (FCP)    | Unidos da Mangueira                     |                        |                         |                                |                                |               |
| 2001 (AESPE)  | Galeria do Ritmo                        |                        |                         |                                |                                |               |
| 2001 (FESAPE) | Gigante do Samba                        |                        |                         |                                |                                |               |
| 2002          | Galeria do Ritmo                        | Gigante do Samba       |                         |                                |                                |               |
| 2003          | Galeria do Ritmo                        | Gigante do Samba       | Deixa Falar             | Limonil                        | Águia Dourada**                |               |
| 2004          | Galeria do Ritmo                        | Gigante do Samba       | Deixa Falar             | Limonil                        | São Carlos                     |               |
| 2005          | Galeria do Ritmo                        | Gigante do Samba       |                         |                                |                                |               |
| 2006          | Galeria do Ritmo                        | Gigante do Samba       | Criança e Adolescente   | Gente Inocente                 | *                              | [ 7 ]         |
| 2007          | Deixa Falar                             | Galeria do Ritmo       | Gigante do Samba        | Criança e Adolescente          | Gente Inocente                 | [ 8 ]         |
| 2008          | Gigante do Samba                        | Galeria do Ritmo       | Deixa Falar             | Imperadores da Vila São Miguel | Criança e Adolescente          | [ 9 ] [ 10 ]  |
| 2009          | Gigante do Samba                        | Deixa Falar            | Galeria do Ritmo        | São Carlos                     | Imperadores da Vila São Miguel | [ 11 ] [ 12 ] |
| 2010          | Gigante do Samba                        | Galeria do Ritmo       | Deixa Falar             | Limonil                        | São Carlos                     | [ 13 ] [ 14 ] |
| 2011          | Gigante do Samba                        | Galeria do Ritmo       | Deixa Falar             | Preto Velho                    | Samarina                       | [ 15 ] [ 16 ] |
| 2012          | Gigante do Samba                        | Galeria do Ritmo       |                         |                                |                                | [ 17 ] [ 18 ] |
| 2013          | Gigante do Samba                        | Galeria do Ritmo       |                         |                                |                                | [ 19 ]        |
| 2014          | Gigante do Samba                        | Galeria do Ritmo       | Imperiais do Ritmo (DC) | Escailabe (DC)                 | *                              |               |
| 2015          | Gigante do Samba                        |                        |                         |                                |                                |               |
| 2016          | Gigante do Samba                        |                        |                         |                                |                                |               |
| 2017          | Gigante do Samba                        |                        |                         |                                |                                |               |

(DC)= Desclassificada  
 *Desfilaram apenas 4 Escolas 
 ** Em 2003 desfilaram 8 Escolas sendo São Carlos, 4 de Outubro e Acadêmicos do Jordão 6°,7° e 8° lugares respectivamente.

### Grupo 1
| Ano  | Escola Campeã                  | Escola vice-campeã     | Ref.   |
| ---- | ------------------------------ | ---------------------- | ------ |
| 1978 | Samarina                       |                        |        |
| 2000 |                                |                        |        |
| 2001 |                                |                        |        |
| 2002 | Deixa Falar                    |                        |        |
| 2003 |                                |                        |        |
| 2004 |                                |                        |        |
| 2005 |                                |                        |        |
| 2006 | Deixa Falar                    |                        |        |
| 2007 | Imperadores da Vila São Miguel | Unidos de São Carlos   |        |
| 2008 | Unidos de São Carlos           | Imperiais do Ritmo     |        |
| 2009 | Limonil                        | Criança e Adolescente  | [ 12 ] |
| 2010 | Preto Velho                    | Samarina               | [ 14 ] |
| 2011 | Unidos do Escailabe            | Limonil                | [ 16 ] |
| 2012 | Preto Velho                    | Unidos de São Carlos   | [ 18 ] |
| 2013 | Imperiais do Ritmo             | Samarina               | [ 19 ] |
| 2014 | Unidos de São Carlos           | Estudantes de São José |        |

### Grupo 2
| Ano  | Escola Campeã                  | Escola vice-campeã             | Ref.   |
| ---- | ------------------------------ | ------------------------------ | ------ |
| 2006 | Imperadores da Vila São Miguel |                                |        |
| 2007 |                                |                                |        |
| 2008 |                                |                                |        |
| 2009 | Preto Velho                    | Águia Dourada                  | [ 12 ] |
| 2010 | Escailabe                      | Raios de Luar                  | [ 14 ] |
| 2011 | Imperiais do Ritmo             | Queridos da Mangueira          | [ 16 ] |
| 2012 | Raios de Luar                  | Imperadores da Vila São Miguel | [ 18 ] |
| 2013 | Estudantes de São José         | Queridos da Mangueira          |        |
| 2014 | Imperadores da Vila São Miguel | Rebeldes                       |        |

### Grupo de Acesso
| Ano  | Escola Campeã          | Ref.   |
| ---- | ---------------------- | ------ |
| 2012 | Estudantes de São José | [ 18 ] |